# Petite Suite (Bizet)
Pour les articles homonymes, voir Petite Suite.
Petite Suite est une suite pour orchestre de Georges Bizet qui consiste en une orchestration de cinq pièces des Jeux d'enfants pour piano à quatre mains du compositeur.

## Présentation
La Petite Suite pour orchestre est une orchestration de cinq des douze pièces de Jeux d'enfants. La partition est composée en parallèle de la version pour piano à quatre mains, en 1871,,.
Les mouvements retenus par Bizet sont, dans l'ordre de la suite, les nos  6, 3, 2, 11 et 12 des Jeux d'enfants. Bizet est également l'auteur d'une orchestration originale de la pièce no 8, Les Quatre coins, mais qui n'est pas intégrée à la Petite Suite,,.
L'œuvre, publiée par Durand, est créée à Paris le 2 mars 1873 au Théâtre de l'Odéon, sous la direction d'Édouard Colonne,,.

## Instrumentation
Pour le musicologue Hervé Lacombe, « la Petite suite d'orchestre, qui mériterait une meilleure considération, apporte un coloris minutieusement dosé [aux] gravures [pour piano] ».
L'orchestration de la partition requiert, :
| Instrumentation de la Petite Suite pour orchestre                     |
| Bois                                                                  |
| 2 flûtes (la 2e jouant piccolo), 2 hautbois, 2 clarinettes, 2 bassons |
| Cuivres                                                               |
| 4 cors, 2 trompettes                                                  |
| Percussions                                                           |
| timbales, tambour, triangle, cymbales                                 |
| Cordes                                                                |
| premiers violons, seconds violons, altos, violoncelles, contrebasses  |

## Structure et analyse
La Petite Suite, d'une durée moyenne d'exécution de douze minutes environ, comprend cinq mouvements,, :
1. Marche, Allegro moderato, à quatre temps (noté ), d'après « Tambour et trompette » (no 6 des Jeux d'enfants) : la version orchestrale (en do mineur) est transposée au demi-ton supérieur par rapport à la version pour piano à quatre mains (en si mineur)[3] ;
2. Berceuse, Andantino, à 
, d'après « La Poupée « (no 3) ;
3. Impromptu, Allegro vivo, à 
, d'après « La Toupie » (no 2) ;
4. Duo, Andantino, à 
, d'après « Petit mari, petite femme » (no 11) ;
5. Galop, Presto, à 
, d'après « Le Bal » (no 12).

Les titres des jeux d'enfants dépeints qui sont présents dans la version pour piano, jugés trop « enfantins » par le compositeur, ne sont pas repris pour la version orchestrale,.
Pour le musicologue François-René Tranchefort, ces pages « possèdent [...] le charme précieux de brèves descriptions musicales que caractérise la précision du trait (à l'exception, sans doute, de Berceuse et de Duo, — où le prétexte visuel importe moins, et qui sont plus subjectifs). L'orchestre, ciselé dans ses moindres détails, s'avère d'une remarquable économie d'harmonies et de timbres ».
Pour Hervé Lacombe, la Petite Suite est, « à son échelle, un chef-d'œuvre en tout point. Grâce au relief des instruments, on y discerne peut-être davantage que dans la version pour piano l'invention harmonique — pédales, paliers chromatiques, modulations imprévues, notes étrangères —, la conduite du discours par expansion mélodique, répétitions, phases modulantes, variantes de coloris ou changements de textures, plutôt que par développement, la conception impressionniste de certains passages qui s'allie à un art orchestral de la transparence. Son raffinement sonore ne tient pas tant à l'invention de nouvelles couleurs qu'à une science de la juste disposition des voix dans l'espace orchestral et du juste dosage des instruments ».
Avec cette partition, le musicologue considère que « Bizet réalise ce qui [...] pourrait fort bien passer [...] pour un manifeste de cet art français de la mesure, de la clarté et du rejet de la grandiloquence sentimentale. On ne s'appesantit jamais, on effleure et on touche, parfois on suscite les larmes, mais toujours avec une certaine retenue ; en même temps que l'on chante, on joue, on danse, on lance des traits d'esprit ».